# Kamienica Markowskiego w Warszawie
Kamienica Markowskiego – zabytkowa kamienica znajdująca się w Warszawie w pobliżu skrzyżowania ulic Chłodnej z Żelazną, na terenie dzielnicy Wola. Sąsiaduje z przedwojenną kamienicą przy ul. Chłodnej 25.

## Opis
Kamienica powstała na bazie stojącego tu wcześniej parterowego pałacyku. W czasie II wojny światowej została wypalona i odbudowana w latach 50-XX wieku. 
W latach 2010–2011 została wyremontowana w ramach rewitalizacji ulicy Chłodnej.